# 辛恩塔尔
辛恩塔尔（德語：Sinntal，發音：[ˈzɪntaːl]，意为“辛恩河谷”）是德国黑森州达姆施塔特行政区美因-金齐希县的市镇，面积111.82平方千米，2023年12月31日人口为8,931人。